# Grasvliegen
De grasvliegen (Opomyzidae) zijn een familie uit de orde van de tweevleugeligen (Diptera), onderorde vliegen (Brachycera). Wereldwijd omvat deze familie zo'n 4 genera en 61 soorten.

## In Nederland waargenomen soorten
- Genus: Geomyza
  - Geomyza apicalis
  - Geomyza balachowskyi
  - Geomyza breviseta
  - Geomyza hackmani
  - Geomyza majuscula
  - Geomyza martineki
  - Geomyza nartshukae
  - Geomyza subnigra
  - Geomyza tripunctata
- Genus: Opomyza
  - Opomyza florum
  - Opomyza germinationis
  - Opomyza lineatopunctata
  - Opomyza petrei
  - Opomyza punctata